# Eri Klas

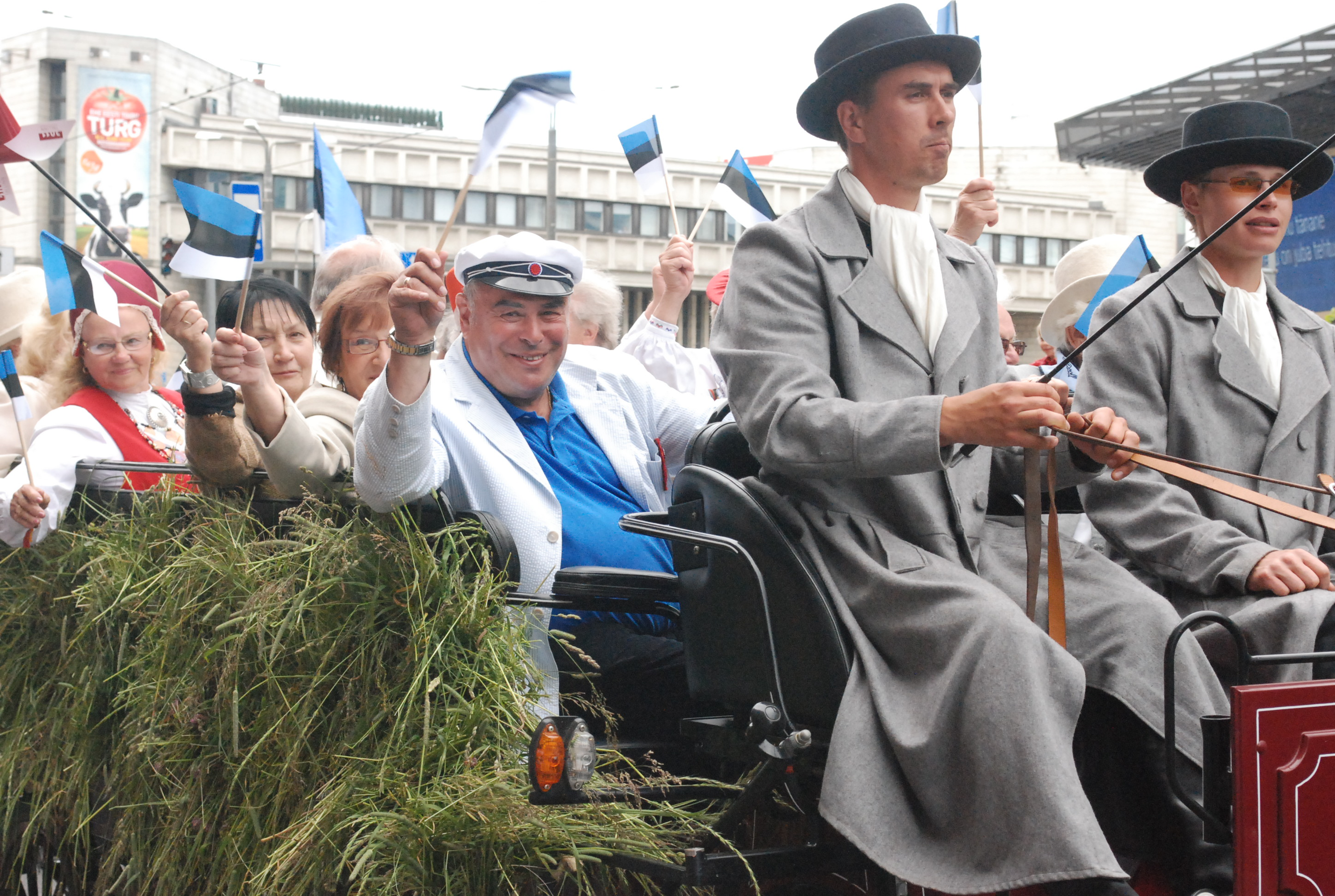
Eri Klas (no meio da foto) no desfile do Festival da Canção Estoniana em 2009.

Eri Klas (Talim, 7 de junho de 1939 — 26 de fevereiro de 2016) foi um maestro estónio.
Klas tem trabalhado principalmente na cena Nordic desde então, mas pode ser melhor conhecido por seu trabalho levando a extinta Rádio da Orquestra Sinfônica dos Países Baixos. Ele estreou Alfred Schnittke no 1º concerto para violoncelo (Orquestra Filarmônica de Munique em 1986) e no balé de Peer Gynt (Ópera Estatal de Hamburgo em 1989), e trabalhou na difusão do repertório sinfónico da Estónia. Ele também é ativo como um pedagogo, segurando cátedras na Academia Sibelius (1993–97) e na Academia Estónia de Música e Teatro (1997–), onde recebeu um doutorado honorário.
Ele foi decorado da Ordem do Leão da Finlândia (1992, por ocasião do 75º Dia da Independência da Finlândia) e a Ordem da Estrela Branca, e é um embaixador da boa vontade do Fundo das Nações Unidas para a Infância. Em 1986 foi nomeado Artista do Povo da URSS. Um ex-campeão de boxe do peso leve júnior estónio, ele também é um membro do Comité Olímpico da Estónia.